# Walter Prati
Walter Prati (* 6. August 1956 in Mailand) ist ein italienischer Komponist und elektroakustischer Improvisationsmusiker (Violoncello).

## Leben und Wirken
Prati studierte Komposition bei Irlando Danieli am Conservatorio Giuseppe Verdi in Mailand und machte Anfang der 1980er Jahre seinen Abschluss in elektronischer Musik. Bei Carlo Capriata studierte er Kontrabass an der Civica Scuola di Musica in Mailand.
Als Komponist arbeitet Prati hauptsächlich an der Interaktion zwischen traditionellen Musikinstrumenten und elektronischen Instrumenten unter Verwendung verschiedener elektronischer Live-Techniken. In dieser Phase arbeitete er mit dem Computation Sonology Center von Padua zusammen und verwendete dessen System für die Synthese und Bearbeitung in Echtzeit. Seit 1986 war er auch als improvisierender Musiker tätig.
1990 gründete Prati das Studio MM&T in Mailand, das sich zu einem der wichtigen Treffpunkt für die Produktion von elektroakustischen Musikwerken entwickelte. In den 1990er Jahren arbeitete er mit dem IRIS-Forschungszentrum (Farfisa-Abteilung von Bontempi) unter der Leitung von Giuseppe Di Giugno zusammen und komponierte einige Werke mit der von Di Giugno entworfenen MARS-Workstation. Zugleich war er seit Mitte der 1990er Jahre Teil des Electro-Acoustic Ensemble von Evan Parker, mit dem er mehrere Tourneen unternahm und mehrere Alben, zunächst  Toward the Margins, aufnahm. In den nachfolgenden Jahrzehnten arbeitete er auch mit Thurston Moore, Giancarlo Schiaffini, Robert Wyatt (Postcards from Italy), Sergio Armaroli sowie Barry Guy/Maya Homburger und Alvin Curran. Daneben wirkte er als Instrumentalist mit Komponisten wie Ivan Fedele, Sandro Gorli und Ludovico Einaudi zusammen. Außerdem interpretierte er auch einige Klassiker der Neuen Musik neu, etwa von Sylvano Bussotti, Luc Ferrari, von John Cage (Renga) und zuletzt zusammen mit Ricciarda Belgiojoso eine neue elektronische Version von Karlheinz Stockhausens Tierkreis.
Prati erhielt Kompositionsaufträge von der Akademie der Künste Berlin, CCA Glasgow und dem Huddersfield Contemporary Music Festival. Er hat Tonträger für BMG Ariola, Ricordi, Pentaflower, ECM Records, Materiali Sonori, Leo Records, Auditorium, Limen, Dodicilune und DaVinci Records eingespielt.
Prati lehrte als Professor für elektroakustische Musikkomposition am Konservatorium Giuseppe Verdi in Como. 2010 veröffentlichte er eine Methodik für das Erlernen der freien Improvisation, die auf seinen Erfahrungen aus vielen Jahren mit Musikern wie Evan Parker, Giancarlo Schiaffini oder Robert Wyatt zurückgeht.